# Marek Waleriusz Messala Barbatus
Marcus Valerius Messala Barbatus – przedstawiciel elity rzymskiej początków pryncypatu. Mąż Domicji Lepidy, ojciec cesarzowej Messaliny. Z faktu, że mimo tak wysokich koneksji nie objął stanowiska konsula, wnosi się, że zmarł przed osiągnięciem odpowiedniego wieku.

## Wywód przodków
| 4. Marek Waleriusz Messala k. 32 p.n.e. |  |                                     |  |  |                                     |
|                                         |  | 2. Marek Waleriusz Messala Appianus |  |  |                                     |
| 5. N.N.                                 |  |                                     |  |  |                                     |
|                                         |  |                                     |  |  | 1. Marek Waleriusz Messala Barbatus |
| 6. Gajusz Klaudiusz Marcellus           |  |                                     |  |  |                                     |
|                                         |  | 3. Marcela Młodsza                  |  |  |                                     |
| 7. Oktawia Młodsza                      |  |                                     |  |  |                                     |
|                                         |  |                                     |  |  |                                     |